# Eulepidotis perducens
Eulepidotis perducens là một loài bướm đêm trong họ Erebidae.